# رالف س. هانكوك
رالف س. هانكوك (بالإنجليزية: Ralph C. Hancock)‏ هو عالم سياسة أمريكي، ولد في 16 نوفمبر 1951.